# Садовый (Солонешенский район)
Садовый — посёлок в Солонешенском районе Алтайского края. Входит в состав муниципального образования сельское поселение Сибирячихинский сельсовет.

## История
Образован как усадьба совхоза «Сибирячихинский».

## Население
| 1997 | 1998 | 1999 | 2000 | 2001 | 2002 |
| ---- | ---- | ---- | ---- | ---- | ---- |
| 7    | ↗8   | ↗9   | →9   | →9   | →9   |
| 2003 | 2004 | 2005 | 2006 | 2007 | 2008 |
| →9   | →9   | ↗10  | ↘6   | →6   | ↘3   |
| 2009 | 2010 | 2011 | 2012 | 2013 |      |
| ↗9   | ↗10  | →10  | →10  | ↗16  |      |

Национальный состав
Согласно результатам переписи 2002 года, в национальной структуре населения русские составляли 87 %.